# ステップ・バイ・ステップ交換機

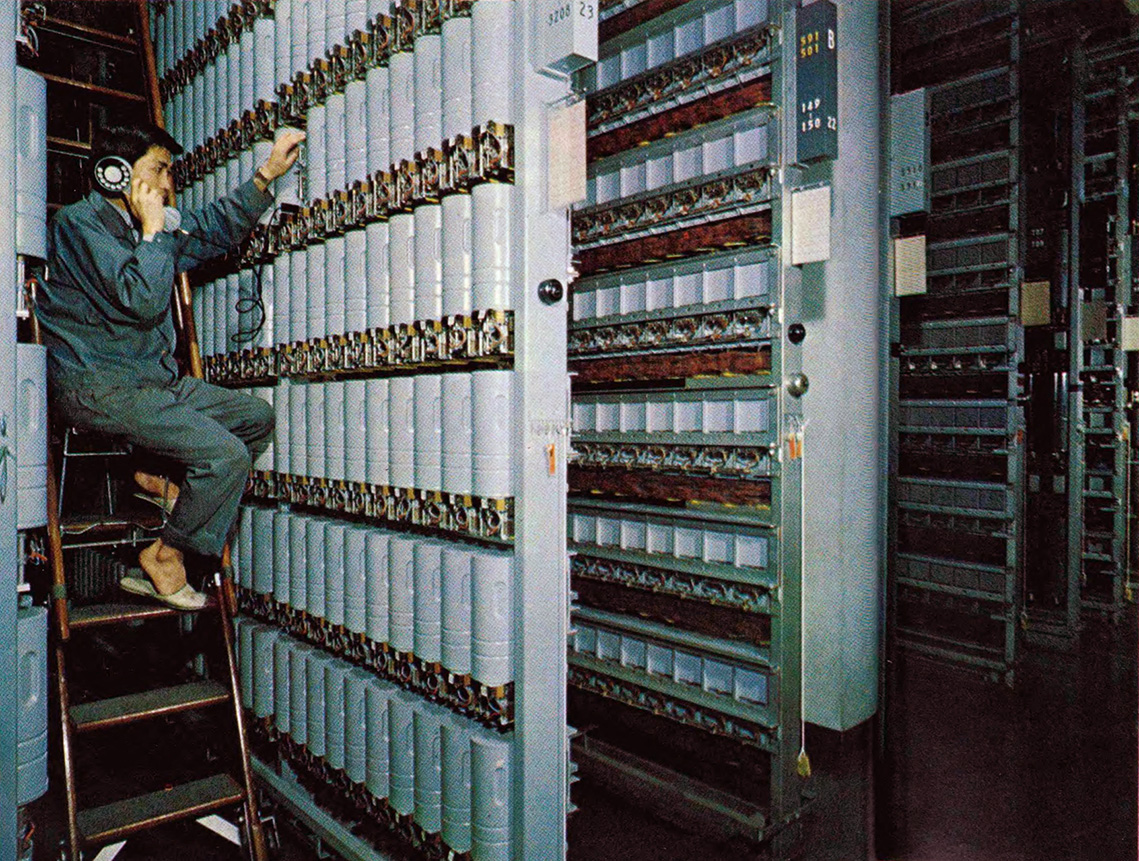
電電公社霞ヶ関電話局のステップ・バイ・ステップ交換機（1960年代）

ステップ・バイ・ステップ交換機（SxS）（ステップ・バイ・ステップこうかんき）は、発信電話機のダイヤルパルスによる直接制御で、ソレノイドとラチェット機構で駆動されるワイパー（可動接点）が上昇回転しながら、順次二次、三次セレクターへと接続していき、特定の相手先電話に接続する仕組みの電話交換機である。
このSxS交換機に対応した電話機は、10pps (Pulse per second) のダイヤルパルス式電話機（日本では3号・4号・600-A1・650-A1型電話機など）であり、クロスバー交換機以降に使われるようになった20ppsの電話機は対応していない。また、クロスバー交換機以降の機能であるプッシュ回線機能も備えていない。

## 発明
アメリカ合衆国のアルモン・ブラウン・ストロージャーによって1887年から1891年に開発されATM (Automatic Telephone Manufacturing) 社によって製作されたA形と、ドイツのジーメンス・ウント・ハルシュケが1889年に開発したH形とがある。ストロージャーが今日では発明家とみなされている。彼は当時葬儀屋業を営んでいたが、ライバル業者の奥方が町の電話局の電話交換手で、電話をライバル業者に横取りされて営業を妨害されていたことから交換手を介さない自動交換機の発明に及んだものである、と逸話的に言い伝えられている。

## 動作

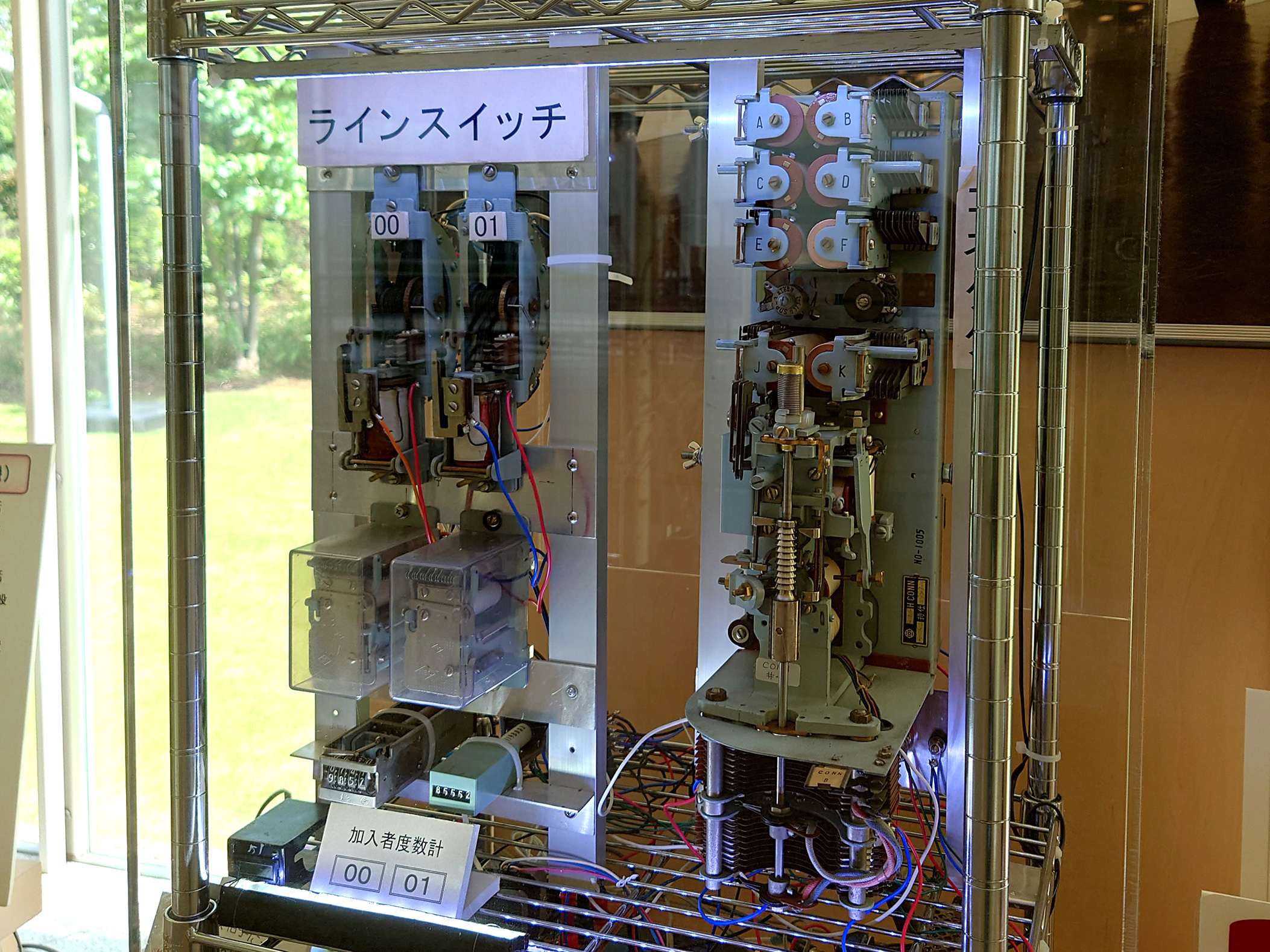
A形ラインスイッチとコネクター

### A形自動交換機
発信者が電話機から受話器を持ち上げると「ラインスイッチ」が動作して、空いている一次「セレクター」に繋がる。ラインスイッチは電話加入者の回線毎に設置されており、最大200回線のラインスイッチが25台のセレクターと繋がる。農村部など回線の使用頻度が低い地域ではラインスイッチとは逆に、1台のセレクターに対して複数の電話加入者が繋がる「ラインファインダー」が使用される。
セレクターの接点は上下左右で10×10個ある。発信者が電話機のダイヤルを回すと、そのダイヤルパルスの電流によってセレクターのワイパー（可動接点、腕木とも）がパルスの回数分下から上へ動き、該当する番号のセレクターに繋がる。繋がろうとしたセレクターが使用中の場合は、ワイパーが横に回転して空いているセレクターを探す。もし空いているセレクターがなければ、11番目に相当する所でワイパーの回転が停止し、受話器から話中音が鳴る。つまり、番号1桁の各数字に10台のセレクターがあり、10回線まで同時に繋げられることになる。発信者が番号をダイヤルする毎にこれが繰り返され、セレクターを順次繋いでいく。
最後の番号2桁のパルスは「コネクター」が受ける。コネクターの外観はセレクターやラインファインダーと似ているが、最初の1桁のパルスでワイパーが下から上へ動き、次の1桁のパルスでワイパーが回転する点が異なる。これによって1台のコネクターで最大100回線の電話加入者に繋がる。着信者側のラインスイッチにある発信回路は継電器によって切り離され、着信者が受話器を上げても一次セレクターには繋がらない。
発信者が受話器を戻すと、セレクターやコネクターのワイパーは逆L字の経路で動いて最初の位置に戻り、通話が切断される。

### H形自動交換機

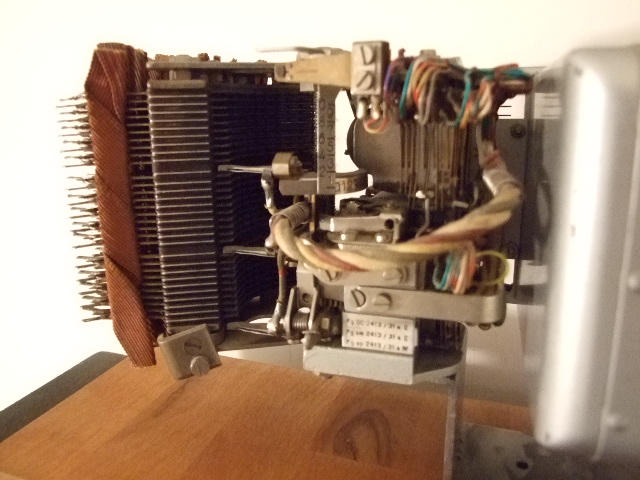
H形セレクター

A形のスイッチとの機械的な違いは、復旧の際にA形のワイパーは逆戻りして最初の位置へ移動するのに対し、H形のワイパーは回転が最後まで前進して元の位置に戻る矩形運動を行う。このため、接点が一様に使用されて摩耗が偏ることはない。また、小形である。A形とは使用電圧や伝送方式などの仕様が異なるため、同じ局内で混在して使用することはない。

## 日本での導入

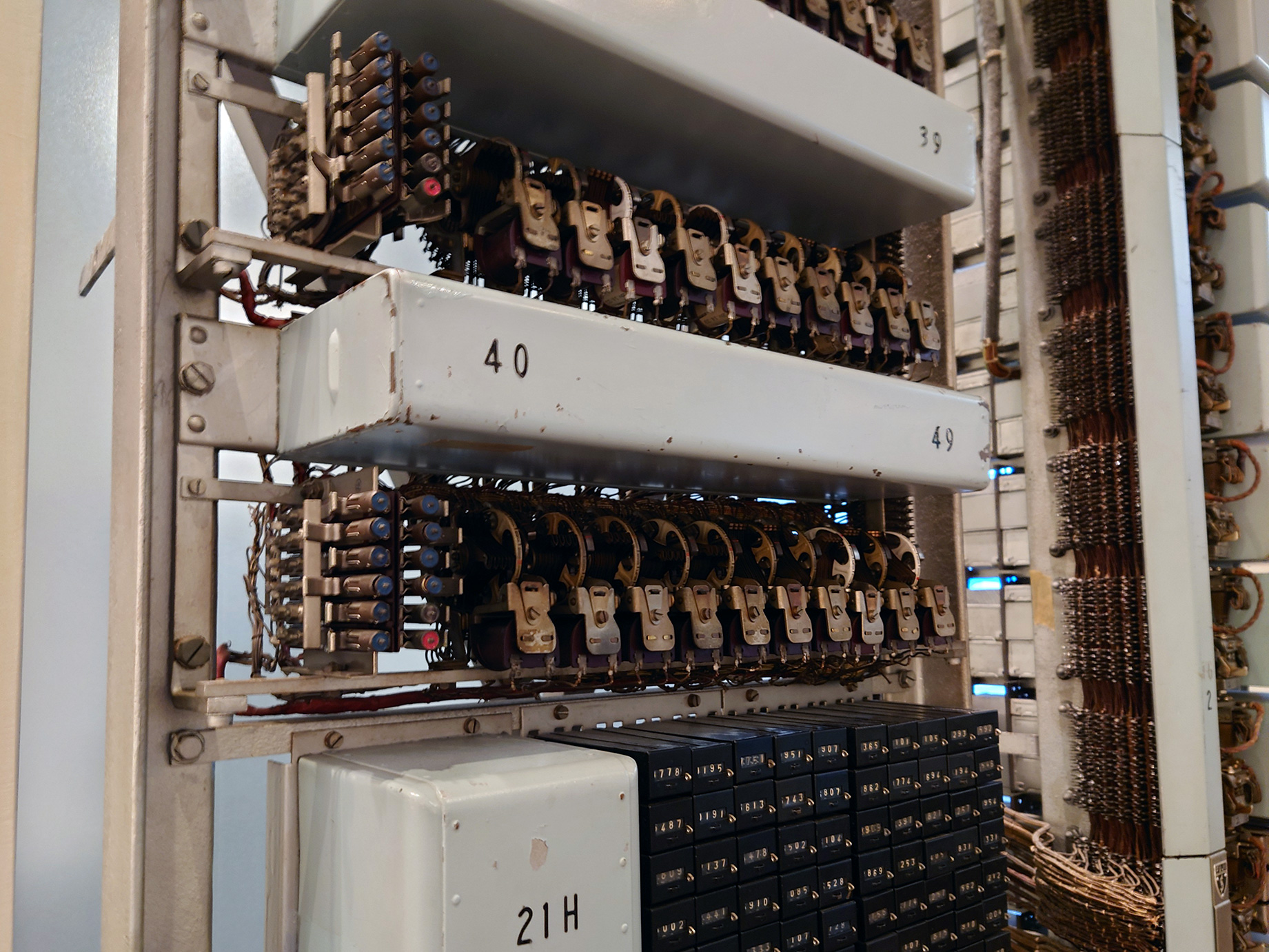
T形交換機

日本では京橋電話局が1926年にA形交換機を導入し、初の自動交換局として開局した。20世紀に入るとそれまでの磁石式に加え共電式電話機の導入が始まったが（電話機#初期の電話機、交換手時代の電話機）、1923年の関東大震災で電話基盤が壊滅的な打撃を受けたことを契機として、交換手を要さない自動交換機の大幅導入が決定されたためである。ステップ・バイ・ステップ方式が、当時の自動交換を実現するその他の方式と比較して震動に強い構造であったことが決め手の一つになった。
日本では当初、競争入札のためA形とH形が同時に並行して各地域に整備された結果、後に価格や安定供給の観点から国産化された後も、A形とH形の改良品が併存することになった。戦前には2運動機構を加えた日本独自のT形（逓信省形）が考案された。第二次世界大戦中、首相官邸の地下に1200回線のT形自動交換機からなる電話局が設置されたが、これらは戦後に長野県内の電話局（長野、軽井沢、岡谷など）へ転用されたのみで、その後の量産には至らなかった。

## クロスバー交換機への置き換え
ステップ・バイ・ステップ交換機は大都市を中心に設置され、ダイヤル自動即時化に貢献したが、次のような欠点もあり、次第にクロスバー交換機に取って替わられることとなった。日本では、1987年に神奈川県の橋本局を最後に廃止された。
- 中継回線選択機能がなくスター形着信タンデム網構成となり中継回線の利用効率が悪い。
- 出側の回線数が最大10に制限され、トランキングの大群化ができず、効率が悪い。
- 比較的大型の部品を多数使用するため回線あたりの設置面積が大きく局舎の収容能力が逼迫する。
- 機械駆動部分が多く接続操作に時間がかかる。
- 保守の工数が大きく機械寿命も短い。
- 4線式の遠距離市外回線の交換に向かない。

## 制御方式
クロスバー以降の自動交換機と異なり、その機械構造自体が制御機能を規定している。布線論理方式と言えなくはないが、逆に「制御方式として特記すべきものはない」とも言える。何より、交換手不要の自動交換を実現出来ることが最大の特徴と言える。（そもそも、論理回路の概念が発見される以前に発明された）